# Valcourt (Haute-Marne)
Valcourt ist eine französische Gemeinde mit 608 Einwohnern (Stand: 1. Januar 2022) im Département Haute-Marne in der Region Grand Est (vor 2016 Champagne-Ardenne). Sie gehört zum Arrondissement Saint-Dizier und ist Mitglied im Gemeindeverband Communauté d’agglomération du Grand Saint-Dizier, Der et Vallées. Die Bewohner werden Valcourtois und Valcourtoises genannt.

## Geografie
Valcourt liegt etwa vier Kilometer südwestlich des Stadtzentrums von Saint-Dizier zwischen Marne und dem Canal d'Amenée. Umgeben wird Valcourt von den Nachbargemeinden Saint-Dizier im Norden und Osten, Humbécourt im Süden, Éclaron-Braucourt-Sainte-Livière im Westen und Südwesten sowie Moëslains im Nordwesten.

## Bevölkerungsentwicklung
| Jahr                       | 1962 | 1968 | 1975 | 1982 | 1990 | 1999 | 2006 | 2019 |
| -------------------------- | ---- | ---- | ---- | ---- | ---- | ---- | ---- | ---- |
| Einwohner                  | 527  | 516  | 605  | 588  | 784  | 745  | 647  | 622  |
| Quellen: Cassini und INSEE |      |      |      |      |      |      |      |      |

## Sehenswürdigkeiten
- Kirche Saint-Pierre aus dem 19. Jahrhundert